# 吴顺江
吴顺江（1956年—），浙江余姚人，汉族，中华人民共和国政治人物、第十二届全国人民代表大会浙江地区代表。
毕业于浙江省委党校经济学专业，加入中国共产党。2013年，被选为全国人大代表。